# Палссон, Брук
Брук Палссон (англ. Brooke Palsson; род. 23 апреля 1993, Виннипег) — канадская актриса и певица.

## Биография
Родилась 23 апреля 1993 года в Виннипеге, Канада.
Дебютировала на телевидении в 2002 году. С 2008 по 2013 год снималась в сериале «Меньше чем ребёнок».
В 2014 году выпустила сольный мини-альбом «The Willow». Была одним из исполнителей на Панамериканских играх 2015 года.
В 2015 году снялась в сериале «Между».

## Фильмография
| Год       |     | Русское название                          | Оригинальное название                           | Роль             |
| --------- | --- | ----------------------------------------- | ----------------------------------------------- | ---------------- |
| 2002      | тф  | Раскаленное рождество                     | Christmas Rush                                  | Мелани Морган    |
| 2004      | тф  | После моей смерти                         | While I Was Gone                                | дочь Джо Бекетта |
| 2006      | кор | Комета Хэлли                              | Halley's Comet                                  | девочка          |
| 2007      | тф  | Тварь из бездны                           | Eye of the Beast                                | Ларисса Коннор   |
| 2008—2013 | с   | Меньше чем ребёнок                        | Less Than Kind                                  | Мириам Голдштейн |
| 2011      | ф   | Ржавый костёр                             | Rusted Pyre                                     | Салли            |
| 2011      | ф   | Замочная скважина                         | Keyhole                                         | Денни            |
| 2011      | с   | Тодд и Книга Чистого Зла                  | Todd and the Book of Pure Evil                  | Ариэль           |
| 2012      | с   | Горячая точка                             | Flashpoint                                      | Мэй Далтон       |
| 2012      | кор | Илья Пророк                               | Elijah the Prophet                              | член семьи Леви  |
| 2013      | ф   | Молли Максвелл                            | Molly Maxwell                                   | Кэйтлин          |
| 2013      | с   | В надежде на спасение                     | Saving Hope                                     | Кэти             |
| 2013      | ф   | Эйфория                                   | Euphoria                                        | Мишелль          |
| 2014      | с   | Копы-новобранцы                           | Rookie Blue                                     | Меган Келли      |
| 2015      | ф   | Колоссальный провал современных отношений | The Colossal Failure of the Modern Relationship | Эми              |
| 2015      | с   | Между                                     | Between                                         | Мелисса Дэй      |
| 2016      | с   | Тёмное дитя                               | Orphan Black                                    | Элль             |
| 2016      | с   |                                           | Lost & Found Music Studios                      | Опал             |
| 2022      | тф  |                                           | How to Find Forever                             | Рэйчел Ричардс   |
| 2022      | с   | Работающие мамы                           | Workin' Moms                                    | Нина             |

## Награды и номинации
| Год  | Награда               | Категория                                                 | Работа             | Результат |
| ---- | --------------------- | --------------------------------------------------------- | ------------------ | --------- |
| 2009 | Джемини               | Best Individual Performance in a Comedy Program or Series | Меньше чем ребёнок | Номинация |
| 2011 | Canadian Comedy Award | Best Performance by a Female — Television                 | Меньше чем ребёнок | Победа    |